# Bettelhecken
Bettelhecken ist ein Stadtteil von Sonneberg im Landkreis Sonneberg in Thüringen.

## Lage
Bettelhecken liegt nordwestlich der Kernstadt von Sonneberg an der Bundesstraße 89 an der Südabdachung vom Thüringer Wald und nahe der Grenze zu Bayern. Der Stadtteil mit Vorstadtcharakter befindet sich noch im ländlichen Raum.

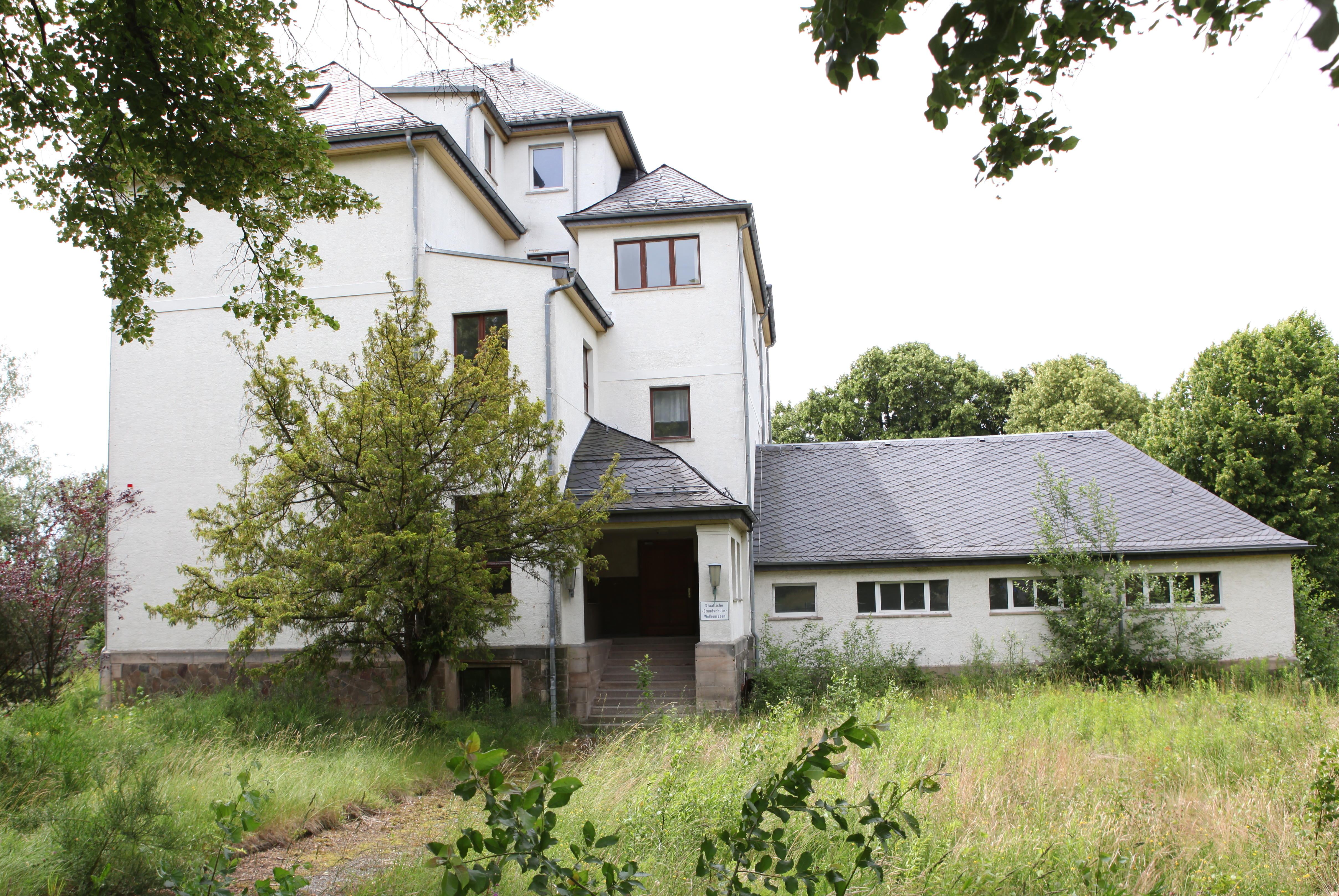
Ehemalige Staatliche Regelschule Sonneberg-West

## Geschichte
1301 wurde das Dorf erstmals urkundlich genannt. Der Ort geht vom Jahr 1317 aus, als er im Urbarium, einer Auflistung von Besitzungen der Henneberger beim Erwerb der Neuen Herrschaft, als „Betylmannsdorf“ urkundlich erwähnt wurde.
Die ländliche Geschichte wurde dann schnell von Sonneberg beeinflusst. 1784 wurde eine Gesundheitsbehörde eingeführt, 1830 erfolgte der Ankauf des Baulandes für ein Krankenhaus in Bettelhecken. Es entstand eine Krankenanstalt für Stadt und Amt Sonneberg. Das Haus mit 36 Betten wurde mit der Eröffnung eines Krankenhausneubaus an der Neustadter Straße in Sonneberg im Dezember 1901 geschlossen.
1910 wurde der Eisenbahnhaltepunkt Bettelhecken an der Bahnstrecke Eisfeld–Sonneberg eröffnet. 1919 folgte die Eingemeindung von Bettelhecken nach Sonneberg und die Eisenbahnstation wurde in „Sonneberg-West“ umbenannt.
Im Rahmen der Förderung der Rüstungsindustrie in Thüringen entstanden 1937 südlich von Bettelhecken an der Hallstraße 39 in den Sandbergen Werksanlagen der Thüringer Zahnradwerke mbH Sonneberg, einer Tochtergesellschaft des Leipziger Maschinenbauunternehmens G. E. Reinhardt. Im Werk fertigten anfangs 500 bis 600 Mitarbeiter mit modernsten Maschinen Zahnräder für die Ford-Werke in Köln und nach 1939 unter strengster Geheimhaltung für die Flugzeug- und Panzerproduktion sowie ab 1944 für die sogenannten Vergeltungswaffen. 1940 folgte eine umfangreiche Werkserweiterung und der Einsatz von ausländischen Zwangsarbeitern und Kriegsgefangenen. Von den zirka 1600 Arbeitskräften waren ab Herbst 1944 etwa 450, meist jüdisch-polnisch/ungarische Häftlinge des Konzentrationslagers Buchenwald, die im KZ Außenkommando Sonneberg, einem Außenlager neben dem Werk untergebracht wurden. Viele von ihnen kamen bei einem Todesmarsch im April 1945 ums Leben. Das Werk wurde 1946/47 demontiert, die Gebäude wurden gesprengt.